# مونیکا هنزنگر
مونیکا هنزنگر (انگلیسی: Monika Henzinger؛ زادهٔ ۱۷ آوریل ۱۹۶۶) دانشمند رایانه، مهندس، و استاد دانشگاه اهل آلمان است. وی مدیر سابق تحقیقات گوگل است. او در حال حاضر استاد دانشگاه وین است. تخصص او عمدتاً روی الگوریتم‌هایی با تمرکز بر ساختار داده، نظریه بازی‌های الگوریتمی، بازیابی اطلاعات، الگوریتم‌های جستجو و داده‌کاوی وب است. او با توماس هنزینگر ازدواج کرده و سه فرزند دارد.

## تخصص‌ها
او پی‌اچ‌دی خود را در سال ۱۹۹۳ از دانشگاه پرینستون زیر نظر رابرت تارجان به پایان رساند. او سپس استادیار علوم رایانه در دانشگاه کرنل، کارمند تحقیقاتی در دیجیتال ایکویپ‌منت کورپوریشن، دانشیار دانشگاه زارلاند، مدیر تحقیقات در گوگل و استاد تمام علوم رایانه در اکول پلی‌تکنیک فدرال لوزان شد.
او در حال حاضر استاد تمام علوم رایانه در دانشگاه وین اتریش است.